# Sinister Violence
Sinister Violence es una banda musical de la India, de género death metal. Formada en Darjeeling en el 2008 y dándose a conocer un año después en el 2009.  La banda se formó por Gyaltzen Yonzon, su vocalista, Karan Thapa, en las guitarras, Anil Pradhan, en los teclados, Sawyum Rijal, en el bajo y Amardeep Giri, en la batería. La banda incorpora diferentes estilos musicales como el Grindcore, Black Metal, Old School Death Metal y Symphonic Metal. Además la banda tuvo un cambio de alineación y actualmente cuenta solo con cinco integrantes.

## Integrantes
- Gyaltzen Yonzon aka GodofDeath Fka Insane Lucifer- Voz
- Sawyum Rijal- Bajo
- Karan Thapa- Guitarras
- Amardeep Giri- Baterías
- Anil Pradhan- Claves

## Discografía

### Demos
| Título                    | Lanzamiento | Formato | Etiqueta    |
| Suicidal Tendency         | 2009- 2010  | Demo    | Independent |
| Werewolf                  | 2009-2010   | Demo    | Independent |
| Lordess Ov Destruction    | 2010        | Demo    | Independent |
| Werewolf- Revisited       | 2010        | Demo    |             |
| Kingdom Ov Blood and Fire | 2010        | Demo    | Independent |
| Apocalypse Armageddon     | 2012        | Demo    | Independent |
| Sacrificial Goat          | 2010        | Demo    | Independent |

## Videos
- Lordess Ov Destruction- Live at North Eastern Rockers
- Werewolf- Live at North Eastern Rockers
- Live in Darjeeling
- Mahakalfest Kurseong 2012